# Tudor City (Manhattan)
Tudor City es un complejo de apartamentos ubicado en el extremo sur de Turtle Bay en el lado este de Manhattan en la ciudad de Nueva York (Estados Unidos), cerca de la frontera de Turtle Bay con Murray Hill. Se encuentra en un acantilado bajo, que está al este de la Segunda Avenida entre las calles 40 y 43 y tiene vista a la Primera Avenida. La construcción comenzó en 1926,: 18 convirtiéndolo en el primer complejo residencial de rascacielos del mundo.
Tudor City fue uno de los primeros, más grandes y más importantes ejemplos de una comunidad residencial planificada de clase media en la ciudad de Nueva York.: 10 Se llama así por su arquitectura neotudor.

## Sitio

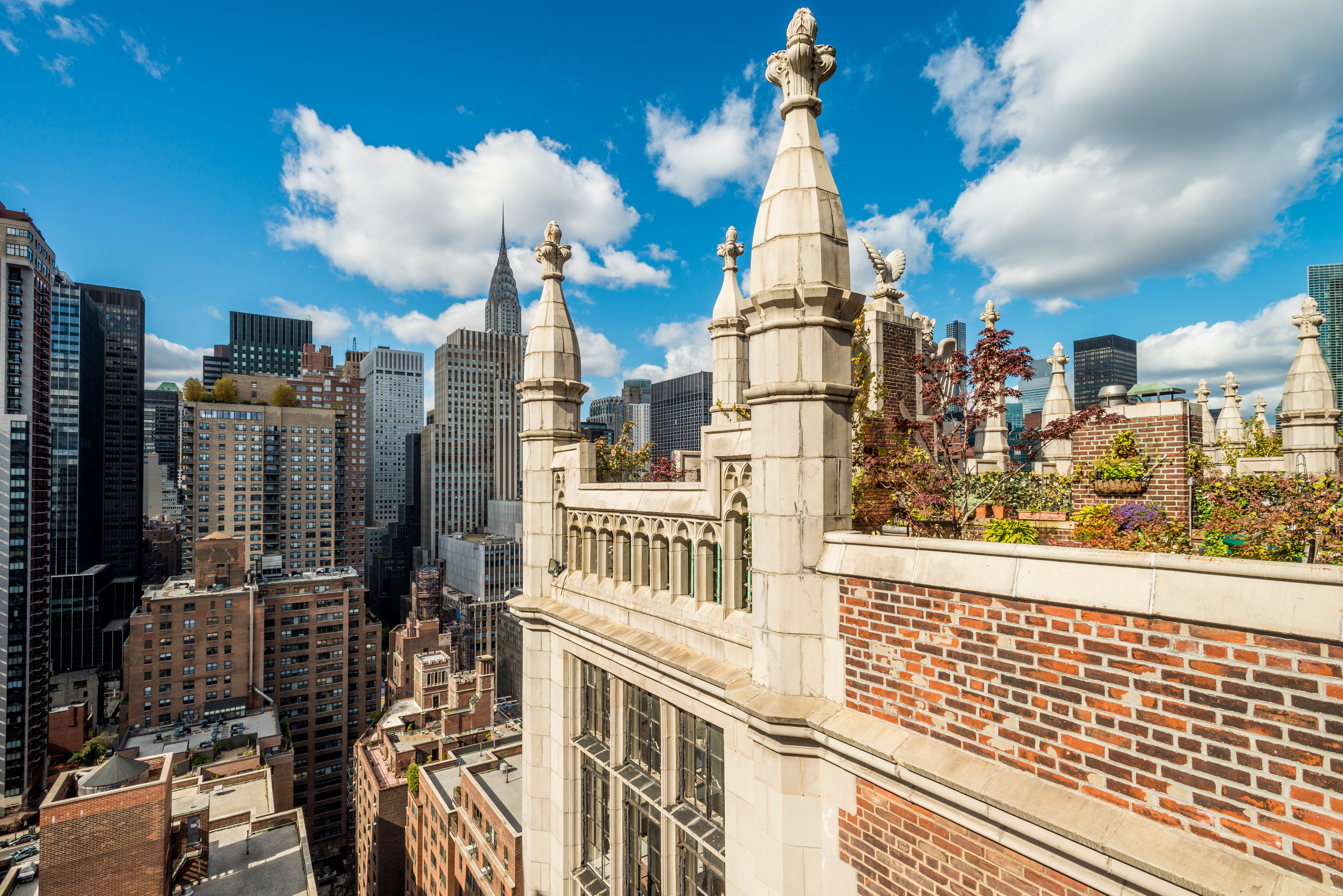
La terraza de un ático en Windsor Tower, mirando al oeste

Prospect Hill se eleva hacia el este desde la Segunda Avenida hasta un acantilado de granito de unos 40 pies sobre la Primera Avenida. Las calles 41 y 43 no llegan a la Primera Avenida, sino que terminan en una calle de norte a sur de tres cuadras de largo llamada Tudor City Place, que cruza la calle 42 en un paso elevado. La topografía proporciona una medida de aislamiento.: 14–15 
El área se desarrolló por primera vez después de la Guerra de Secesión cuando las calles entre la Primera y la Segunda Avenida se construyeron en gran parte con casas adosadas con fachadas de piedra rojiza erigidas para la clase media. El desarrollo de casas unifamiliares en el área de Tudor City alcanzó su punto máximo en 1870. Se construyeron líneas de ferrocarril elevadas en la Segunda y Tercera Avenida a fines de la década de 1870, y poco después, las cuadras al este de la Primera Avenida fueron ocupadas por industrias nocivas: mataderos y empacadoras de carne, una planta de gas y una fábrica de pegamento.: 10, 12 : 4, 5 
Las familias de clase media abandonaron sus casas adosadas, que se convirtieron en casas de huéspedes o se reemplazaron por viviendas. Prospect Hill se convirtió en un barrio marginal multiétnico. Al mismo tiempo, como consecuencia de la creciente escasez de sirvientes y el crecimiento de la industria del automóvil, las clases medias y altas de Manhattan comenzaron a preferir vivir en los suburbios. Luego, muchos trabajadores viajaron en tren a la nueva Grand Central Terminal y los edificios de oficinas que surgieron a su alrededor.: 10, 12 : 4, 5 
Un operador de bienes raíces llamado Leonard Gans creía que había un mercado para apartamentos de clase media a poca distancia de la terminal y que Prospect Hill era una ubicación ventajosa para ello. Persuadió a Paine Edson, un antiguo empleado de The Fred F. French Company, desarrolladores exitosos de edificios residenciales y de oficinas, quien convenció al mismo Fred French. Con la ayuda de Gans, la empresa adquirió rápidamente casi cien propiedades. El 18 de diciembre de 1925, French anunció planes para un gran desarrollo residencial en Prospect Hill para atender ese mercado, en palabras de Dolkart, "un complejo de casas de apartamentos y hoteles residenciales que serían tan convenientes, bien planificados, bien construidos y a buen precio que las familias de clase media y las personas solteras se sentirían más atraídas por estos edificios de Manhattan que por las casas o apartamentos en los distritos exteriores o los suburbios".: 13, 14 : 21 

## Diseño y parques
Tudor City se diseñó como una serie de edificios de apartamentos que rodean dos parques compartidos de una manzana de largo. Con sus edificios dispuestos aproximadamente en forma de U abiertos hacia el oeste (las altas torres Windsor, Tudor y Prospect Towers a lo largo del borde este y los parques en el centro), el complejo dio la espalda a la ruidosa zona industrial ubicada entonces al este. y creó un vecindario claramente identificable distinto de la cuadrícula que lo rodea.: 16, 21 
Los parques no formaban parte del esquema original de French. En 1926, la compañía escribió: "después de que los edificios en las calles 41 y 43 [las Torres Prospect y Tudor] se hayan alquilado por completo, estos parques se convertirán en posibles hoteles de cuarenta pisos". Pero French pronto cambió de opinión y, a principios de 1927, convirtió a los parques en una parte clave de la campaña publicitaria del desarrollo.: 16 
Los parques originalmente abarcaban unos 5946 m² y siguió el precedente de Gramercy Park en el sentido de que solo los residentes debían recibir llaves para ingresar a ellos.: 16 
El North Park fue diseñado por el arquitecto paisajista Sheffield A. Arnold y se presentó durante el verano de 1927. Se utilizó una máquina para mover árboles para trasplantar árboles adultos al sitio. La hierba, los arbustos, los macizos de flores, los arces noruegos y los abetos fueron atendidos por un equipo uniformado y bien capacitado. El parque tenía senderos de grava, dos estructuras de madera (un lychgate con techo a dos aguas y una pérgola ), bancos de madera, farolas decorativas de hierro y una fuente central, y estaba rodeado por una simple cerca de hierro. En contraste, South Park se convirtió en un campo de golf en miniatura equipado con trampas, un obstáculo de agua, iluminación nocturna y un golfista profesional como instructor. En 1930, se abrió un nuevo campo en la calle 41 y South Park se rehízo al estilo de North Park. Desde entonces, ambos parques se han reducido sustancialmente y se han rediseñado.: 23 : 16 

## Estilo neotudor
Desde el principio, el proyecto se denominó Tudor City (lit. Ciudad Tudor), en referencia a su estilo arquitectónico. Conocido como neotudor, mezcló las formas inglesas del siglo XVI Tudor e Isabelino. En los Estados Unidos de principios del siglo XX, estos motivos arquitectónicos habían llegado a simbolizar el estatus de la vida suburbana. Tudor City se concibió como una respuesta urbana a la migración a los suburbios de la clase media y, por lo tanto, se diseñó con las formas arquitectónicas esperadas en un desarrollo suburbano. El neotudor ya se había utilizado en un número limitado de edificios de apartamentos urbanos, incluidos Hudson View Gardens en Washington Heights (ciudad de Nueva York) y varios erigidos por Fred F. French Company.: 10, 15 : 16–18 
Los arquitectos y diseñadores de Tudor City, dirigidos por el arquitecto jefe H. Douglas Ives, utilizaron una amplia gama de detalles neotudor, incluidas torres, hastiales, parapetos, balaustradas, chimeneas, miradores, ventanales, arcos centrados, pináculos, cuatrifolios, molduras de vejiga de pez, rosas Tudor, rastrillos (un símbolo de los soberanos Tudor) y leones rampantes que llevan estandartes. Gran parte del efecto Tudor en Tudor City se obtiene mediante piedra tallada o fundida y detalles de terracota. El horizonte Tudor del complejo se complementa en la planta baja con una serie de vitrales con diseños que incluyen desde representaciones no figurativas ligeramente teñidas hasta escenas con la historia de Nueva York.: 2, 6, 15 

Las puertas de entrada de madera están talladas con formas Tudor tales como paneles de lino y tracería de forma vesícula de pescado, y decoradas con herrajes basados en precedentes del siglo XVI. Los vestíbulos públicos incluyen entramado de madera, carpintería tallada, techos con vigas, aberturas arqueadas, frisos y rosetones de yeso y accesorios y muebles de estilo Tudor. Aunque los edificios están unificados por el uso constante de detalles Tudor, existe una cantidad significativa de variedad ya que no hay dos edificios que tengan la misma decoración. La piedra, terracota, carpintería, herrería y vidrio utilizados fueron de la más alta calidad.: 2, 6, 15 

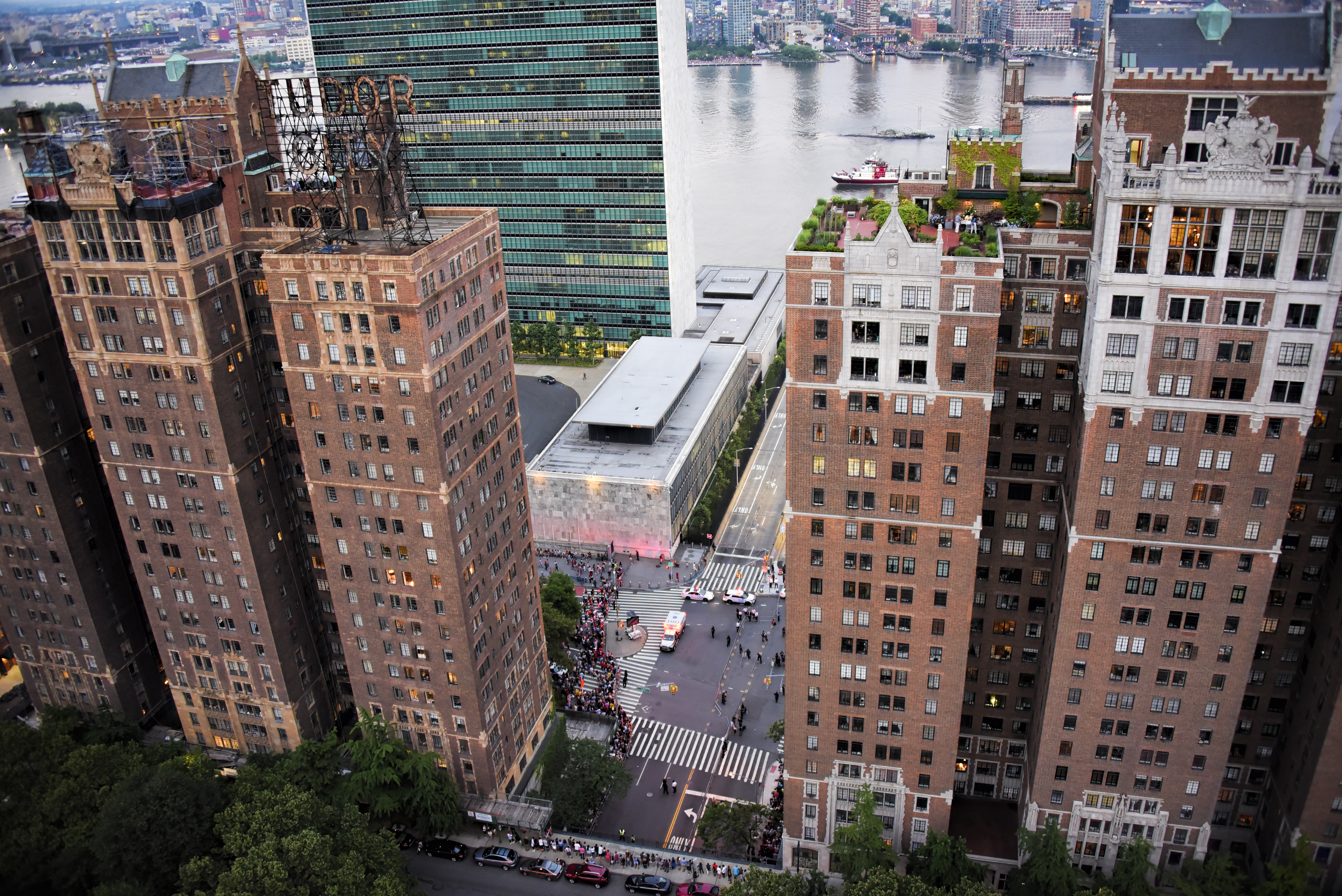
El Río Este, la Sede de la ONU y la biblioteca Dag Hammarskjöld detrás de Prospect y Tudor Towers, con North Park en la parte inferior izquierda

El último edificio de Tudor City se erigió 25 años después de que se completara el resto del complejo. Para 1930, la Compañía Francesa había adquirido todo el terreno en el lado oeste de Tudor City Place (entonces llamado Prospect Place) entre las calles 40 y 41 a mitad de camino a la Segunda Avenida, excepto la casa adosada en el No. 8, cuyo propietario se negó vender. Después de que la compañía finalmente compró el No. 8 en 1945, esperó otra década antes de construir el edificio de 14 pisos y 333 apartamentos en el Tudor City Place No. 2, que se inauguró en 1956, sin el adorno de estilo Tudor de todos los demás edificios excepto el Hotel Tudor.: 29, 62 

## Helmsley

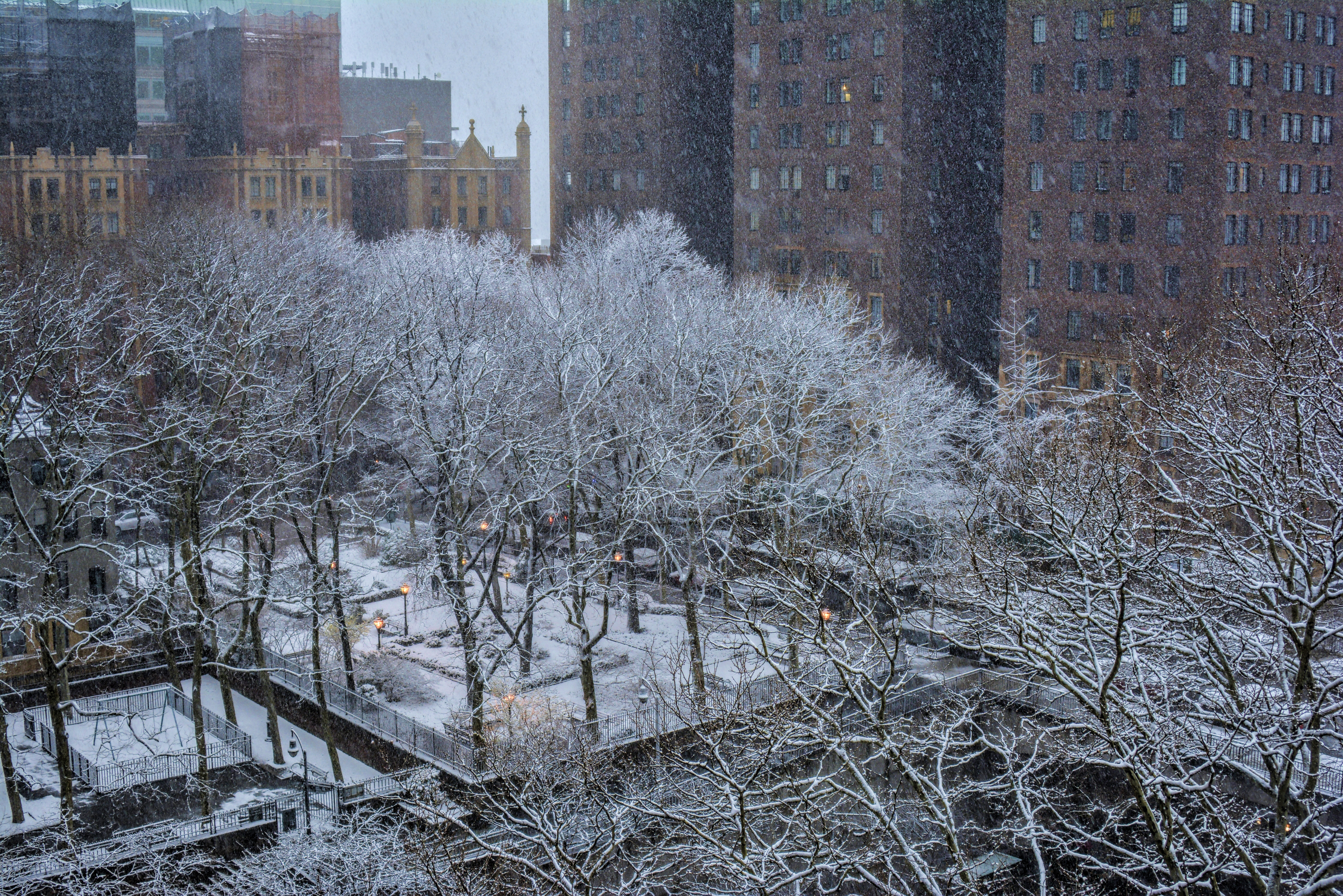
North Park rodeado por (en el sentido de las agujas del reloj desde la parte superior izquierda) The Manor, Prospect Tower, Tudor Grove Playground y Mary O'Connor Playground (los dos parques propiedad de la ciudad)

La Compañía Francesa vendió el Hotel Tudor en 1963.: 29 Ha cambiado de administración varias veces y hoy se conoce como Westgate New York Grand Central. Los otros edificios, excepto el Tudor City Place No. 2, fueron comprados en octubre de 1970 por Harry Helmsley, quien también compró los parques y anunció su plan para reemplazarlos con dos edificios de apartamentos de lujo. La oposición de la comunidad fue intensa, respaldada por la prensa. Se sugirieron una serie de alternativas, como la transferencia de los derechos de aire de los parques a una propiedad cercana, ahora algo común, pero luego novedoso, pero por varias razones, ninguna era factible. La controversia continuó durante años.: 30 
Todos los departamentos estaban sujetos a las leyes de alquiler, que prohibían cualquier reducción en los servicios requeridos. En octubre de 1984, un tribunal estatal dictaminó que los parques requerían servicios, lo que puso fin al asunto.: 30 La batalla, sin embargo, había dado lugar a una campaña de preservación. El 10 de diciembre de 1985, la Comisión de Preservación de Monumentos Históricos de la Ciudad de Nueva York celebró una audiencia pública sobre la designación propuesta de Distrito Histórico de la Ciudad Tudor. El 11 de septiembre de 1986, Tudor City se agregó al Registro Nacional de Lugares Históricos como distrito histórico, y el distrito histórico de la ciudad fue designado oficialmente el 17 de mayo de 1988.: 1 
En mayo de 1985, Harry Helmsley vendió los edificios a Philip Pilevsky de Philips International y Francis J. Greenburger de Time Equities. El Hermitage se vendió primero, en 1983, luego cambió de manos varias veces y ha seguido siendo un edificio de alquiler, pero Pilevsky y Greenburger convirtieron los otros edificios en apartamentos cooperativos, como estaba sucediendo en toda la ciudad. En la conversión a cooperativa, los jardines se convirtieron en The Trust for Public Land, una organización nacional de conservación. Tudor City Greens, Inc. se formó en enero de 1987 con el fin de asumir la propiedad de los parques y otorgó una servidumbre al fideicomiso que prohíbe la construcción y prohíbe el comportamiento inaceptable. Greenburger y Pilevsky dedicaron un fondo de 820 000 dólares para beneficiar a los parques. (Tudor City Place No. 2 fue convertido por otros en 1984).
Cuando el mercado inmobiliario y la economía se desaceleraron entre 1989 y 1994, los precios de algunas cooperativas cayeron significativamente, ya que los propietarios e inversores estaban preocupados de que las propias cooperativas se declararan insolventes. En abril de 2008, la revista New York recordó la recesión de 1989:

## Edificios

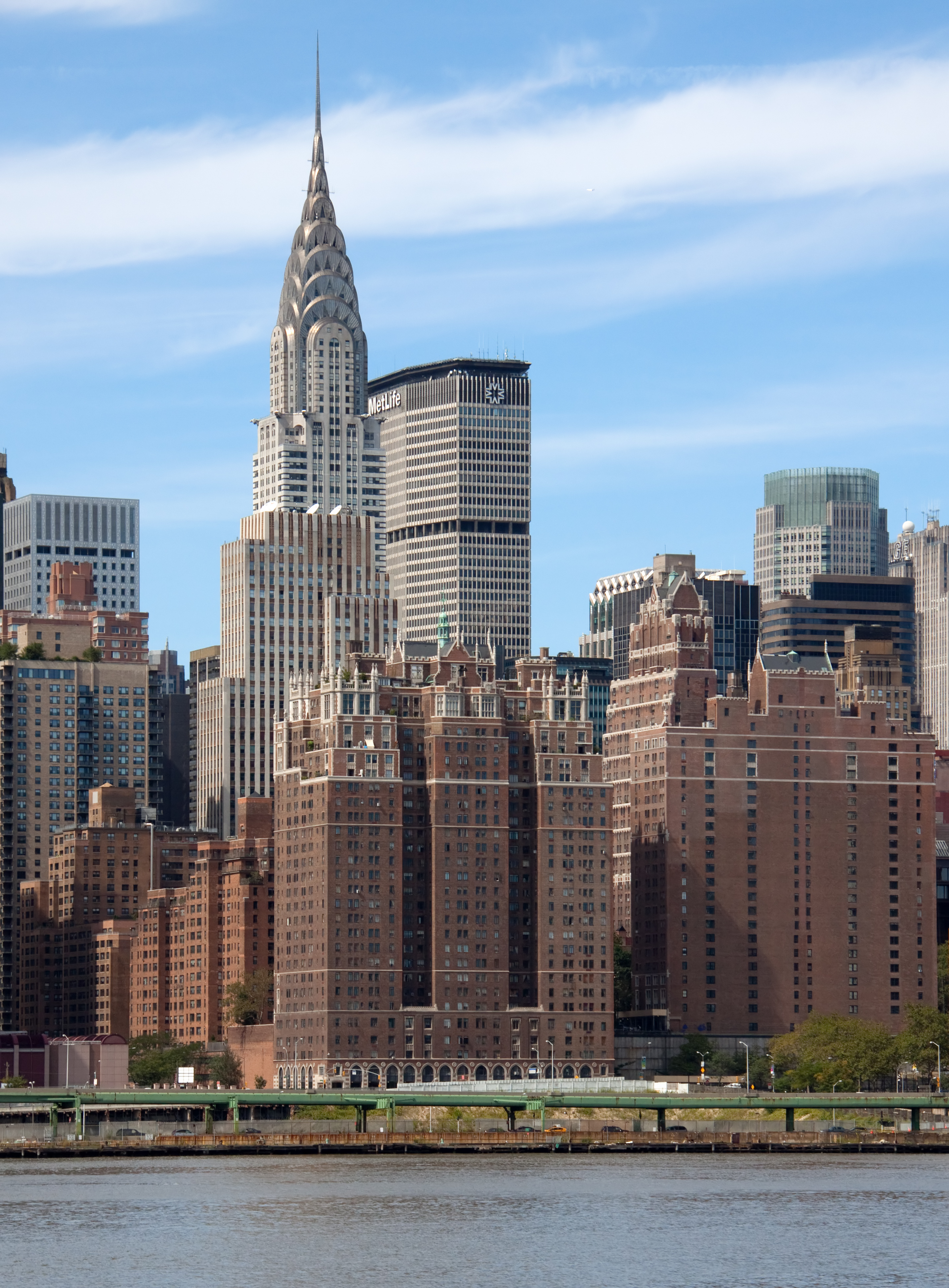
Tudor City con los edificios Chrysler y Metlife al fondo

Los 13 edificios de Tudor City, que comprenden 11 edificios de apartamentos cooperativos, un edificio de alquiler (The Hermitage), y un hotel transitorio, albergan a 5000 residentes. El complejo incluye varias tiendas y restaurantes.
Las tres grandes torres en Tudor City Place (Prospect Tower, Tudor Tower y Windsor Tower), Woodstock Tower y Hatfield House se construyeron como hoteles de apartamentos, legalmente permitidos para ser más altos que los edificios de apartamentos convencionales: 18 - la mayoría de cuyas unidades, incluidas muchas habitaciones individuales llamadas estudios de "eficiencia", tenían camas Murphy y despensas, pero no estufas. Se comercializaron para personas solteras y parejas sin hijos, jóvenes que en el pasado habrían vivido en pensiones de piedra rojiza, y como pieds-à-terre para empresarios y profesionales que, en lugar de viajar diariamente, pasarían una o dos noches en la ciudad cada semana.: 22 
Hubo un tiempo en que estas eficiencias desarrollaron una reputación como "nidos de amor" para amantes y prostitutas. Como cooperativas, algunas se han combinado en apartamentos más grandes. Estos edificios también incluían algunos apartamentos con cocinas completas y áticos con terrazas en la azotea. The Manor, The Hermitage, The Cloister, Essex House, Haddon Hall y Hardwicke Hall se construyeron como edificios de apartamentos tradicionales con unidades que varían en tamaño desde estudios hasta seis habitaciones.: 17 
Las tiendas originales de Tudor City incluían tres restaurantes (que brindaban servicio a la habitación por una tarifa), supermercados, licorerías y farmacias, peluquería y salón de belleza. Los servicios incluían una oficina de correos, patio interior, guardería privada, mucamas, servicio de lavandería y valet, guardias privados, garaje, servicio de reparación de muebles y limpieza de alfombras, y un ingeniero de radio que repararía y conectaría las antenas.: 17 
El distrito histórico de la ciudad de Nueva York: 32 incluye seis edificios que son anteriores a Tudor City: la Iglesia del Pacto en 310 East 42nd Street,: 4–5, 11–12, 43 los apartamentos Prospect Hill en 333 East 41st Street,: 38 y cuatro casas de piedra rojiza, típicas de las docenas en el sitio antes de Tudor City, en 337 East 41st Street y 336–340 East 43rd Street.: 39, 56–57 También se incluyen los dos parques privados (abiertos al público todos los días de 7:00 a. m. a 10:00 p. m.) y los dos parques de propiedad de la ciudad. El distrito histórico de Estados Unidos es el mismo, excepto que excluye el número 2 de Tudor City Place y los dos parques de propiedad de la ciudad.: 2, 23 

## Letrero
Fred F. French Company publicitó mucho Tudor City desde su anuncio inicial hasta 1943. En la campaña inicial se incluyeron dos letreros en el techo compuestos por bombillas incandescentes, uno a cada lado de la calle 42, en el techo norte de Tudor Tower y el techo sur de Prospect Tower, que se podían ver desde cuadras de distancia. El primero fue oscurecido por The Woodstock y fue eliminado c. 1933. Este último fue adaptado con neón en 1939; después de caer en una tormenta en septiembre de 1949, fue reemplazado por una nueva versión. Este reemplazo, después de haber perdido su tubo de iluminación hace años, ahora es una carcasa de hierro oxidada descuidada. En 1995, la junta cooperativa de Prospect Tower solicitó permiso a la Comisión de Preservación de Monumentos para eliminarlo, calificándolo de feo y peligroso, pero la comisión se negó por su importancia histórica.